# Dan Kildee

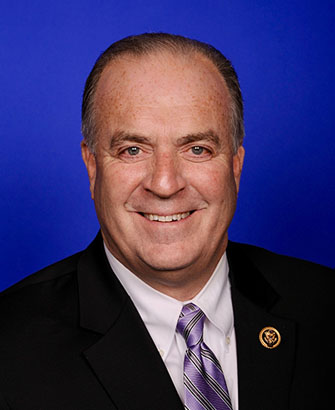
Dan Kildee (2019)

Daniel Timothy „Dan“ Kildee (* 11. August 1958 in Flint, Michigan) ist ein US-amerikanischer Politiker der Demokratischen Partei. Von 2013 bis 2025 vertrat er den Bundesstaat Michigan im US-Repräsentantenhaus.

## Werdegang
Dan Kildee ist der Neffe des ehemaligen Kongressabgeordneten Dale E. Kildee. Er studierte an der Außenstelle der University of Michigan, Flint und dann an der Central Michigan University in Mount Pleasant, wo er 2011 einen Bachelor of Science erlangte.
Er ist mit seiner Frau Jennifer verheiratet und Vater von drei Kindern. Privat lebt die Familie in Flint (Michigan).

## Politik

### Lokale und Regionale Ebene
Politisch schloss er sich der Demokratischen Partei an. Zwischen 1977 und 2009 bekleidete er verschiedene lokale Ämter auf Bezirksebene im Genesee County. Er gründete auch die Genesee County Land Bank. Außerdem war er Mitgründer und Geschäftsführer des Center for Community Progress, einer Einrichtung zur regionalen Weiterentwicklung. Von 1977 bis 1985 war er Mitglied im Bildungsausschuss der Stadt Flint; von 1985 bis 1997 gehörte er dem Bezirksrat im Genesee County an. Danach war er zwischen 1997 und 2009 Bezirkskämmerer (Schatzmeister). Im Jahr 2010 bewarb er sich anfangs um die Nominierung seiner Partei für die anstehenden Gouverneurswahlen. Er zog seine Kandidatur aber bald wieder zurück.

### US-Repräsentantenhaus
Bei den Kongresswahlen des Jahres 2012 wurde Kildee im fünften Wahlbezirk von Michigan in das US-Repräsentantenhaus in Washington, D.C. gewählt, wo er am 3. Januar 2013 die Nachfolge seines Onkels antrat, der nicht mehr kandidiert hatte. Bei den Wahlen schlug er seinen republikanischen Gegenkandidaten Jim Slezak mit 65 Prozent der Wählerstimmen. Nach fünf Wiederwahlen in den Jahren 2014 bis 2022 lief seine letzte Legislaturperiode im Repräsentantenhaus des 118. Kongresses bis zum 5. Januar 2025. Im November 2023 gab Kildee bekannt, bei der Wahl im November 2024 nicht erneut kandidieren zu wollen, nachdem ihm im April 2023 ein Plattenepithelkarzinom entfernt worden war.

#### Ausschüsse
Kildee war Mitglied in folgenden Ausschüssen des Repräsentantenhauses:
- Committee on Science, Space, and Technology
  - Environment
- Committee on the Budget
- Committee on Ways and Means
  - Trade
  - Worker and Family Support